# Остапенко Зиновій Трифонович
Зиновій Трифонович Остапенко (12 листопада 1904, Оленівка — 1 січня 1956, Київ) — український композитор, заслужений артист УРСР (з 1949 року).

## Біографія
Народився 12 листопада 1904 року в селі Оленівці Катеринославської губернії. Музиці навчався самостійно, брав уроки диригування у Ф. Бекасова. У 1923—1929 роках хормейстер, в 1933—1941 роках завідувач музичною частиною Маріупольського драматичного театру. У 1942—1951 роках головний диригент армійських військових ансамблів, з 1951 року — Ансамблю пісні і танцю УРСР. Останнім часом працював диригентом-хормейстером у театрі імені Івана Франка в Києві.
Помер 1 січня 1956 року. Похований в Києві на Лук'янівському цвинтарі (ділянка №36, ряд 3, місце 1). На могилі стандартний мозаїчний пам'ятник. Вгорі урна.

## Твори
- для солістів, хору і симфонічного оркестру — «Поема про Дніпро» (1943);
- для хору та симфонічного оркестру — поема «Моя Батьківщина»;
- хорові і сольні пісні;
- музика до драматичних спектаклів.